# Гагаузские свадебные обряды
Гагаузские свадебные обряды являются важной частью гагаузской культуры.

## Знакомство
Знакомство девушек и парней с XIX века до начала XX века происходили на посиделках под названием «придянка», где девушки занимались рукоделием, а парни заходили на огонёк или на «хору ери» (с гаг. horu yeri — «танцевальный пол»), чтобы потанцевать народные танцы «хору». Образование новой пары обозначалось вручением девушкой парню в подарок вышитый платок или цветок, после чего пара называлась «яфклу» (с гаг. yafklu — «возлюбленные»). С конца XX века знакомство и предложение происходят по наиболее распространённой в современном мире традиции, однако возлюбленных по-прежнему называют «яфклу».

## Благословение
После того, как парень сделал девушке предложение, назначается день, когда жених с близкими родственниками и родителями идёт в дом невесты для совершения «четры» — прошения благословения у родителей невесты. В доме невесты жениха с его родственниками встречают с гостинцами. И в этот же вечер назначают день свадьбы и день венчания. Обе стороны дарят золотые украшения и подарки жениху и невесте. После этого жених идёт договариваться к своим крёстным, чтобы они были «саадычем» и «крестницей» на свадьбе и венчании.

## Свадьба
В день свадьбы в домах у жениха и невесты собираются родные и друзья, играет народная музыка в живом исполнении. Обязательным атрибутом на свадьбе является обвязывание участников свадебной церемонии и музыкальных инструментов полотенцем. Утром в доме у жениха собираются его друзья и в шутливой форме одевают его в свадебный костюм. Невеста тоже одевает свадебное платье и веселится с гостями. Тем временем жених с гостями со своей стороны идут в дом к «саадычу», где их ждут вкусные угощения и выпивка. В дом к невесте он отправляет двух друзей или братьев, называемых «одюльджю» (с гаг. ödülcü — «вестник»), чтобы предупредить невесту о скором приходе жениха. В руках у «одюльджю» имеется подушка и картина из приданного, которую вышивала сама невеста, как свидетельство её мастерства. «Одюльджю» сопровождает свадебная музыкальная процессия: гармониджи (с гаг. garmonici — «гармонист»), кеменчеджи (с гаг. kemençeci — «скрипач»), даулджу (с гаг. daulcu — «барабанщик»), трубаджи (с гаг. trubacı — «трубач»). Музыканты играют свадебный марш и национальную «хору» разного темпа: кадынжа, фырли, качамак, кираца хавасы, ики тарафа хору, хоп зечка, атлатма, чиизлемя хавасы, гелин аалатмасы. На время, пока возлюбленные не встретятся, рядом с женихом будут находиться его родная или двоюродная сестра и деверь со снохой. Позже к ним присоединяются «саадыч» и «крестница». Они все вместе в сопровождении музыки идут за невестой. Жених выкупает у подруг невесты приданое, друзья ломают над головой жениха «колач» (с гаг. kolaç — «калач») и раздают всем гостям. После данного обряда жениху для ожидания выхода невесты следует встать у дверей в «бююк баш» (с гаг. büük baş — «большая комната», «зал») — специальную комнату невесты, где её прячут от «крестницы», которая должна найти невесту, нарядить в «тюль» (с гаг. tül — «фата»), дувак (с гаг. duvak — «корона», «кокошник»), после чего они должны дарить друг другу золотые украшения. После долгого ожидания жениху наконец разрешают войти и забрать невесту. Войдя, он дарит невесте цветы. Родители невесты дарят им икону и вслед кидают на землю пшеницу. Выходя со двора невесты её бабушка ставит перед молодожёнами кочергу, на которую они наступают. Этот обряд повторяется несколько раз, пока возлюбленные не дойдут до ворот. Все отправляются в ЗАГС или в церковь, чтобы официально узаконить бракосочетание.
Вечером молодожёны приходят в дом жениха, где их встречают его родители. Они угощают друг друга и гостей мёдом с орехами. Этот обряд называется «балламаа» (с гаг. ballamaa — «медоподношение»). После всех обязательных обрядов начинается празднование. «Саадыч» и «крестница» приходят на празднование со своими друзьями и родственниками, они называются «саадыч колтуу» (с гаг. saadıç koltuu). Ночь свадьбы у гагаузов проходит за богатым столом. Гости и молодожёны танцуют под народную музыку «хору» и современные танцы. Деверь со снохой у стола собирают деньги у приглашённых гостей для жениха и невесты. Этот обряд называется «атмаа масада пара» (с гаг. atmaa masada para — «бросание денег на стол»).

## После свадьбы
На утро обе стороны дарят самым близким родственникам подарки, провожают «саадыча» и «крестницу» и расходятся. На следующий день — обычно в понедельник вечером — гости опять собираются у жениха дома и продолжают веселье. Этот вечер называется «татлы ракы» (с гаг. tatlı rakı — «сладкая водка») или кырмызы ракы (с гаг. kırmızı rakı — «красная водка»). Завершающий этап гагаузских послесвадебных обычаев и обрядов называется сватулук (с гаг. svatuluk — «родство», «сватовство») или афталык (с гаг. aftalık — «неделя»). Афталык включал в себя посещение родственниками друг друга. К после свадебной обрядности относятся обычаи посещения молодожёнами в течение месяца после свадьбы наиболее близких родственников со стороны жениха.

### Невинность невесты
До XIX века о невинности невесты оповещал деверь выстрелом в воздух. Во дворе собирались участники свадьбы, организовывались танцы. Присматривающая за невестой женщина выставляла рубаху невесты напоказ, чтобы засвидетельствовать гостям её невинность. В начале XX века этот унизительный для невесты обряд исчезает. Право освидетельствования непорочности невесты сохраняется только за женщиной-смотрительницей. Наиболее унизительными были обряды, совершаемые при условии, если невеста оказалась опороченной. Муж при помощи плети пытками выведывает от жены тайну прежней её связи, после чего её заставляют в зимнее время в одной лишь рубахе чистить скотный двор, выносить помёт на улицу и прочее.
Если в бесчестии невесты был повинен жених, то обоих молодожёнов запрягали в телегу и погоняли по улице кочергой. Развитие товарно-денежных отношений определённым образом повлияло на трансформацию этого обычая. Бесчестие невесты стали прикрывать деньгами. В 1920—1930 годы обычай начинает восприниматься как позорящий молодожёнов и постепенно исчезает.
Непорочность невесты вызывала бурную радость. В доме жениха организовывались торжества, сопровождавшиеся угощением, танцами, театрализованными сценами. Гости в доме садились на лавки вокруг стен, а один из парней, изображающий всадника на лошади с привешенными сбоку искусственными ногами в сапогах, выезжал на середину комнаты, плясал, скакал, падал, чтобы вызвать смех у окружающих. Аналогичное представление под названием «таушан ойнасы» (с гаг. tauşan oynası — «заячья игра») практиковалось в гагаузских сёлах Болгарии: один из парней надевал кожух навыворот; туфли, связанные шнурками; перебрасывал через голову, изображая два больших уха; маскировал лицо и под звуки волынки скакал, как заяц.
Во время хороводного танца, устраиваемого во дворе, невеста вручала каждому из участников свадьбы по букетику из мяты, перевитому мишурой и красной ниткой. Жених угощал гостей «сладкой водкой», окрашенной в красный цвет. Выполнял этот обряд деверь с «изметчи» (с гаг. izmetçi — «помощник»), которые обвязывали шапки красными лентами или опоясывались красными шерстяными кушаками. Процедура угощений была такой же, как и в доме жениха. Каждый из испивших ритуальную чарку передавал для молодых деньги или подарок, который затем «изметчи» вручали молодожёнам.
В честь непорочности невесты молодые участники свадьбы переодевались в цыган. Конная группа, помазав лица сажей, ездила по дворам односельчан, требуя подарков для молодоженов. Пешая группа, в основном женщины, сопровождающие невесту, с той же целью посещала родственников, неся впереди басма тура (с гаг. basma tura — «знамя»). Оно представляло собой шест, к концу которого привязывался красный мужской пояс, клок шерсти и втыкалось яблоко. Невесту по этому случаю наряжали в красное платье, навесив на шею бусы из красного стручкового перца: мать деверя повязывали накрест полотенцем и красной лентой. Красный цвет в данном случае выступал в качестве символа непорочности невесты.

### Послесвадебные обряды
Обычаи угощать участников свадьбы «сладкой водкой», наряжаться в красные тона, одаривать молодых, устраивать разнообразные игры, ряженья в честь непорочности невесты характерны для большинства соседних народов. В них было много общих черт, сложившихся в результате длительных исторических контактов и под влиянием сходных условии жизни.
Одним из завершающих послесвадебных обрядов являлось торжественное повязание невесты по-женски «гелини бозмаа» (с гаг. gelini bozmaa — «порочить невесту»). Обряд исполняли посаженая мать, деверь или мать деверя. Приурочивался обряд к первому выходу невесты к колодцу. В один из дней недели приглашались посаженые родители. Во дворе организовывали хороводный танец. В центре круга устанавливали ведро с водой. Невеста выходила в красной вуали в окружении подруг, которые в башмак к ней насыпали рожь, в ведро бросали монеты, а затем туда же высыпали рож из башмака невесты. Один из танцующих опрокидывал ведро вверх дном, и на него садился деверь. Невеста раздавала подарки участникам обряда. В заключение деверь двумя прутиками трижды снимал вуаль с головы невесты и клал его на ведро. Кума повязывала невесту по-женски, что символизировало переход её в группу замужних женщин. Употребление в обряде зёрен ржи, монет, воды, зелёных прутиков связано с магическими верованиями, которые впоследствии утеряли значение и приобрели игровой характер.
Аналогичный обряд снятия убора невесты совершали добруджанские болгары. Определённых различий между гагаузским и болгарским обрядами нет. После повязания по-женски невеста имела право выходить за пределы дома. Первый выход её был связан с обрядом посещения источника. Сущность его состояла в том, что невеста в сопровождении сестры жениха и нескольких родственниц под музыку шла к колодцу, вытаскивала ведро воды и к колодезной стойке привязывала платок. С собой невеста брала узелок с изюмом, орехами, сладостями, а в туфли насыпала ячменные зёрна и монеты. Собравшиеся у колодца должны были побрызгать невесту водой, за что она, благодаря их, разбрасывала вокруг гостинцы, а зёрна ячменя и монеты высыпала у колодца. Разбрасывание зёрен и обливание водой — магические обряды, имевшие цель повлиять на появление большого потомства у невесты и на её благополучие.
Обряд первого выхода невесты к колодцу встречался у многих народов изучаемого ареала. По структуре и функции гагаузский обряд сходен с болгарским.
К числу послесвадебных относился и обряд проверки хозяйственных способностей невесты: публичное подметание двора, мазка земляного пола, изготовление лепёшек и т. д. Завершающий этап послесвадебной обрядности включал в себя посещение молодожёнами родителей невесты «ильк афталык» (с гаг. ilk aftalık — «первая неделя») и родственников жениха в первую неделю после свадьбы. Молодожёнов сопровождали родители жениха с родственниками. У входа в отцовский дом невеста с женихом «упрямились» до тех пор пока им пообещают подарки. Подарками могли быть хозяйственный инвентарь, скот, птица, участок земли и так далее в зависимости от имущественного положения родителей. Сделав подарок, родители невесты вводили молодых в дом, накинув им на плечи полотенце. Для гостей организовывался стол. На следующей неделе «икинджи афталык» (с гаг. ikinci aftalık — «вторая неделя») родители жениха приглашали родителей невесты и близких родственников к себе. Здесь также молодым вручались подарки. Эти обычаи способствовали укреплению родственных связей между семьями жениха и невесты. В течение третьей недели «учюнджю афталык» (с гаг. üçüncü aftalık — «третья неделя») молодожёны навещали родственников жениха. В прошлом был распространён обычай, по которому невеста должна была мыть ноги родственникам, за что ей и жениху, поливающему воду, давались деньги. В начале XX века обычай исчезает, как унизительный и оскорбительный для достоинства молодых.
Согласно обычаям невесте до 40 дней полагалось мыть голову в материнском доме. Цикл послесвадебных обычаев и обрядов был посвящён вступлению молодожёнов в брак и укреплению брачно-родственных связей. Хотя в целом он носил гражданский характер, отдельные обряды, призванные обеспечить благополучие молодожёнов, имели магический смысл. В конце XIX — начале XX века магическое значение обрядов стало утрачиваться, они приобретают больше развлекательный характер. В гагаузских традициях послесвадебных торжеств наблюдались общие с соседними народами черты, особенно с болгарским, украинским, молдавским, что свидетельствовало этнокультурных контактах с ними.